# Sympterygia bonapartei
Sympterygia bonapartei é uma espécie de peixe da família Arhynchobatidae.
Pode ser encontrada nos seguintes países: Argentina, Brasil, Chile e Uruguai.
Os seus habitats naturais são: mar aberto, mar costeiro e águas estuarinas.